# Дмитриевский сельсовет (Краснобаковский район)
Дми́триевский сельсове́т — упразднённое сельское поселение и административно-территориальная единица в Краснобаковском районе Нижегородской области. В 2009 году был присоединён к городскому поселению рабочий посёлок Ветлужский.
Административный центр — село Дмитриевское.

## Населённые пункты
В состав поселения входили:
- д. Антропиха
- д. Безглядово
- д. Богатыриха
- д. Верхняя Сарафаниха
- с. Дмитриевское
- д. Заполица
- д. Здекино
- д. Кашниково
- д. Кологривка
- д. Красногор
- д. Овечкино
- д. Осиновка
- д. Сомиха